# Флавий Юлий Агрикола
Флавий Агрикола (лат. Flavius Agricola) — западноримский государственный деятель и консул.

## Биография
Агрикола, предположительно, происходил из Нарбонской Галлии. Его точное происхождение неизвестно. Он был дедом консула 460 года Флавия Магна. Агрикола также был дальним родственником императора Авита (или, возможно, даже отцом). Он дважды занимал пост префекта претория на западе империи: первый раз до 418 года, а второй раз он находился в должности префекта претория Галлии приблизительно в 418 году. Затем Агрикола был назначен консулом в 421 году вместе с Флавием Евстахием.